# Grahovik
Grahovik je naseljeno mjesto u općini Travnik, Federacija Bosne i Hercegovine, BiH.

## Stanovništvo

### 1991.
Nacionalni sastav stanovništva 1991. godine, bio je sljedeći:
ukupno: 342
- Hrvati - 180
- Muslimani - 83
- Srbi - 22
- Jugoslaveni - 56
- ostali, neopredijeljeni i nepoznato - 1

### 2013.
Nacionalni sastav stanovništva 2013. godine, bio je sljedeći:
ukupno: 277
- Bošnjaci - 182
- Hrvati - 80
- Srbi - 4
- ostali, neopredijeljeni i nepoznato - 11

## Poznate osobe
- Anto Babić, povjesničar